# Francysk Skaryna
Francysk Skaryna (Polack, 1490 – Praga, 1551) è stato un linguista, traduttore e umanista bielorusso.

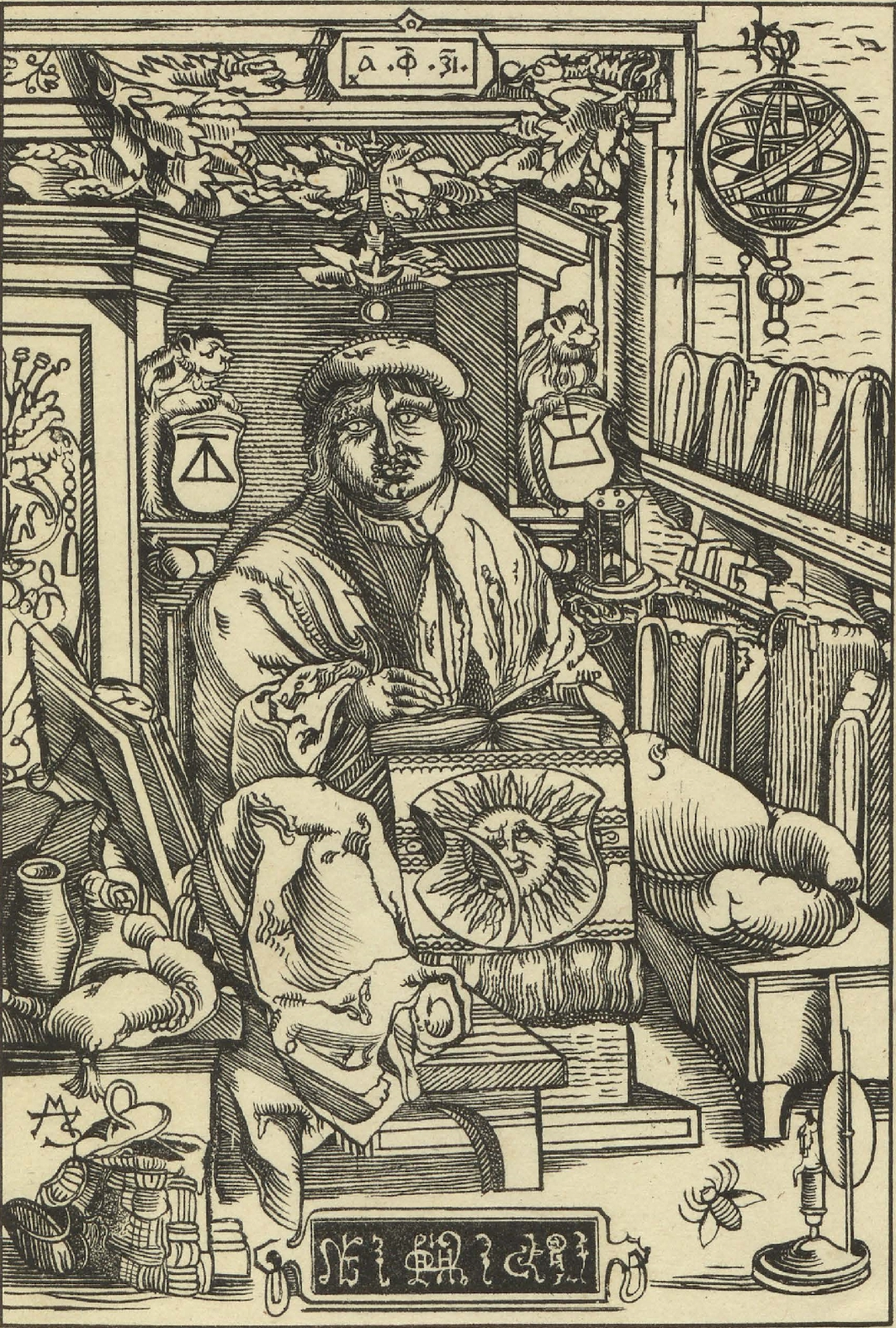

Incerti i dati sulla sua vita di cui ancor oggi si sa ben poco
È noto per essere stato il primo traduttore e stampatore della Bibbia nella lingua slava orientale: Biblia Ruska (Bibbia Rutena, 1517).
Come linguista ha profondamente influenzato la lingua e la letteratura bielorussa , di cui spesso viene considerato come il precursore: in tal senso gettò le basi della lingua bielorussa nonché dell'innovazione della cultura bielorussa stessa.
La sua opera viene riconosciuta attraverso commemorazioni e rivisitazioni della sua opera e l'assegnazione della  Medaglia Francysk Skaryna (медаль Францыск Скарына), una delle più alte onorificenze bielorusse.
Nel 1995, in suo onore,  è stato anche istituito l'Ordine di Skarina, che viene assegnato, in particolare, per i significativi progressi nel campo della rinascita nazionale e statale.
Oggi in suo nome, in Bielorussia, sono state intitolate diverse strade e monumenti.